# NATO-rapporteringsnavn
NATO-rapporteringsnavne (eller NATO-kodenavne) er navne givet til kinesisk, sovjetisk og siden russisk militærudstyr af Air Standardization Coordinating Committee (ASCC). Navnene er givet for at identificere udstyret, selvom det rigtige navn ikke var kendt. NATO overtog ASCC's system og da NATO er mere kendt end ASCC hedder det NATO-rapporteringsnavne.

## Østblokkens fly
Efterhånden som NATO fik kendskab til Kinas og Warszawapagtens fly, gav man dem NATO-rapporteringsnavne. Det første bogstav angav flyets funktion og antallet af stavelser (på engelsk) angav, om det var et propelfly (1 stavelse) eller et jetfly (2 stavelser). Det sidste gjaldt naturligvis ikke helikoptere.

### Jagerfly
F for Fighter.
- Bell P-63 Kingcobra 'Fred', amerikansk våbenhjælpsfly – 2. verdenskrig.
- Jakovlev Jak-9 'Frank', 2. verdenskrig.
- Jakovlev Jak-15 'Feather', Jak-3 med erobret tysk Junkers Juno-jetmotor. Første sovjetiske jetjager.
- Jakovlev Jak-28 'Firebar', jagerversion med radarnæse.
- Jakovlev Jak-36 'Forger', VTOL kampfly til Kiev-hangarskibene.
- Lavotjkin La-7 'Fin', 2. verdenskrig.
- Lavotjkin La-9 'Fritz', 2. verdenskrig.
- Lavotjkin La-11 'Fang', 2. verdenskrig.
- Mikojan-Gurevitj MiG-9 'Fargo', med erobret tysk BMW-jetmotor.
- Mikojan-Gurevitj MiG-15 'Fagot' er en jetjager fra Koreakrigen.
- Mikojan-Gurevitj MiG-17 'Fresco', forbedret MiG-15.
- Mikojan-Gurevitj MiG-19 'Farmer', tomotoret overlydsjager.
- Mikojan-Gurevitj MiG-21 'Fishbed', udbredt jetjager fra bl.a. Vietnamkrigen.
- Mikojan-Gurevitj MiG-23 'Flogger', jagerfly med variabel pilgeometri.
- Mikojan-Gurevitj MiG-25 'Foxbat', Mach 3 jagerfly.
- Mikojan-Gurevitj MiG-27 'Flogger-D', jagerbomberudgaven af MiG-23.
- Mikojan-Gurevitj MiG-29 'Fulcrum', multirollefly
- Mikojan-Gurevitj MiG-31 'Foxhound', forbedret MiG-25.
- Nánchāng Q-5 'Fantan', jagerbomber baseret på MiG-19.
- Shěnyáng Jian-5 'Fresco', licensbygget kinesisk MiG-17.
- Shěnyáng J-6 'Farmer', licensbygget kinesisk MiG-19.
- Shěnyáng J-8 'Finback', tomotoret altvejrsjager.
- Sian (Xi'an) J-7 'Fishbed', licensbygget kinesisk MiG-21.
- Sukhoj Su-7 'Fitter-A', jagerbomber.
- Sukhoj Su-9 og Su-11 'Fishpot', deltavinget jager.
- Sukhoj Su-15 'Flagon', stor bombeflysinterceptor.
- Sukhoj Su-17, Su-20 og Su-22 'Fitter', jagerbomber med variabel pilgeometri.
- Sukhoj Su-24 'Fencer', tosædet bombefly á la F-111 med variabel pilgeometri (fejlklassificeret som et jagerfly).
- Sukhoj Su-25 'Frogfoot', jagerbomber brugt i Afghanistan i 1979-88 og i en lang række militære konflikter
- Sukhoj Su-27 'Flanker', pendant til F-15.
- Tupolev Tu-128 'Fiddler', tungt, tosædet jagerfly.

### Bombefly
B for Bomber.
- Douglas A-20 Boston/Havoc 'Box', amerikansk våbenhjælpsfly – 2. verdenskrig.
- Hārbīn H-5 'Beagle', licensbygget kinesisk Il-28.
- Iljusjin Il-2 Sjturmovik 'Bark', tosædet jagerbomber – 2. verdenskrig.
- Iljusjin Il-4 'Bob', torpedofly – 2. verdenskrig.
- Iljusjin Il-10 'Beast', videreudviklet Sjturmovik til Koreakrigen.
- Iljusjin Il-28 'Beagle', tresædet, kendt fra Koreakrigen.
- Jakovlev Jak-28 'Brewer', bombeversion med navigatør i næsen
- Mjasisjtjev M-4 'Bison', Sovjetunionens første strategiske jetbombefly.
- North American B-25 Mitchell 'Bank', amerikansk våbenhjælpsfly – 2. verdenskrig.
- Petljakov Pe-2 'Buck', hurtigt bombefly – 2. verdenskrig.
- Sian (Xi'an) H-6 'Badger', licensbygget kinesisk Tu-16.
- Tupolev Tu-2 'Bat', middelsvær fra 2. verdenskrig.
- Tupolev Tu-4 'Bull', piratkopi af Boeing B-29 Superfortress.
- Tupolev Tu-16 'Badger', to jetmotorer.
- Tupolev Tu-22 'Blinder', Sovjetunionens første overlydsbombefly.
- Tupolev Tu-22M (også benævnt Tu-26), 'Backfire', bombefly med variabel pilgeometri.
- Tupolev Tu-95 'Bear', otte propeller.
- Tupolev Tu-160 'Blackjack', kraftigt inspireret af B-1 Lancer.

### Transportfly
C for Cargo (også Aeroflots civile fly).
- Antonov An-2 'Colt', biplan med én stempelmotor udviklet i 1947.
- Antonov An-10 'Cat', firmotoret passagerfly.
- Antonov An-12 'Cub', taktisk faldskærmsfly á la C-130 Hercules.
- Antonov An-14 'Clod', tomotoret let forbindelsesfly.
- Antonov An-22 'Cock', kan transportere tunge kampvogne, otte propeller.
- Antonov An-24 'Coke', tomotoret turboprop-commuterfly, brugt af 15 flyselskaber.
- Antonov An-26 'Curl' militær An-24.
- Antonov An-28 'Cash', let transportfly.
- Antonov An-30 'Clank', luftfotoudgave af An-24.
- Antonov An-32 'Cline', 'An-24' med stærkere motorer til højtliggende lufthavne.
- Antonov An-72 'Coaler', STOL-fly, brugt af olieindustrien i Sibirien.
- Antonov An-124 Ruslan 'Condor', tungt fragtfly á la C-5 Galaxy.
- Antonov An-225 Mrija 'Cossack', verdens største fly, fandtes kun i ét eksemplar.
- Iljusjin Il-18 'Coot', firemotoret til langdistanceruter.
- Iljusjin Il-62 'Classic', fire jetmotorer i halen til langdistanceruter
- Iljusjin Il-76 'Candid', firemotoret jetfragtfly, også militært.
- Iljusjin Il-86 'Camber', firemotoret bredkroppet, med 350 passagerer.
- Jakovlev Jak-40 'Codling', tremotoret til kortdistanceruter med 27-32 passagerer
- Jakovlev Jak-42 'Clobber', tremotoret til mellemdistanceruter med 120 passagerer
- Lisunov Li-2 'Cab', piratkopi af Douglas DC-3 – 2. verdenskrig.
- Shíjíāzhuāng Y-5 'Colt', licensbygget kinesisk An-2.
- Tupolev Tu-104 'Camel', civil udgave af 'Badger' med bremseskærm.
- Tupolev Tu-114 'Cleat', civil udgave af 'Bear'.
- Tupolev Tu-124 'Cookpot', mindre udgave af Tu-104.
- Tupolev Tu-134 'Crusty', tomotoret til mellemdistanceruter med 64-72 passagerer, mange flyselskaber.
- Tupolev Tu-144 'Charger', Concordski
- Tupolev Tu-154 'Careless', tremotoret til mellemdistanceruter med 150 passagerer, mange flyselskaber.

### Helikoptere
H for Helicopter (antallet af stavelser har ingen betydning her).
- Hārbīn Z-5 'Hound', licensbygget kinesisk Mi-4.
- Jakovlev Jak-24 'Horse', transporthelikopter med tandemrotor.
- Kamov Ka-10 'Hat', åben observationshelikopter med koaksial rotor.
- Kamov Ka-15 'Hen', observationshelikopter med koaksial rotor.
- Kamov Ka-25 'Hormone', flådehelikopter med koaksial rotor.
- Kamov Ka-26 'Hoodlum', landbrugshelikopter med koaksial rotor.
- Kamov Ka-27 'Helix', flådehelikopter med koaksial rotor.
- Kamov Ka-50 'Hokum', kamphelikopter med koaksial rotor.
- Mil Mi-1 'Hare', let helikopter.
- Mil Mi-2 'Hoplite', lille allround-helikopter.
- Mil Mi-4 'Hound', stempelmotordreven.
- Mil Mi-6 'Hook', tung transporthelikopter.
- Mil Mi-8 'Hip', transporthelikopter.
- Mil Mi-10 'Harke', flyvende kran.
- Mil Mi-12 'Homer', to sideværts monterede hovedrotorer.
- Mil Mi-14 'Haze', flådeversion af Mi-8.
- Mil Mi-24 'Hind', kamphelikopter.
- Mil Mi-26 'Halo', største helikopter.
- Mil Mi-28 'Havoc', kamphelikopter.
- Mil Mi-34 'Hermit', skolehelikopter.

### Diverse fly
M for Miscellaneous
- Aero L-29 Delfín 'Maya', tjekkisk jetovergangstræner.
- Beriev Be-6 'Madge', flyvebåd fra 1947.
- Beriev Be-12 'Mail', flyvebåd.
- Consolidated PBY Catalina 'Mop', amerikansk våbenhjælpsfly – 2. verdenskrig.
- Iljusjin Il-28U 'Mascot', skolefly.
- Iljusjin Il-38 'May', Il-18 maritimt patruljefly.
- Iljusjin Il-78 'Midas', Il-76 tankfly.
- Iljusjin Il-80 'Maxdoom', Il-86 kommandofly under atomangreb.
- Iljusjin Il-82 'Mainstay', Il-76 AWACS-fly.
- Jakovlev Jak-7U 'Mark', skolemonoplan fra 2. verdenskrig.
- Jakovlev Jak-17U 'Magnet', tosædet skolefly.
- Jakovlev Jak-18 'Max', elementært skolefly.
- Jakovlev Jak-25 'Mandrake', rekognosceringsfly.
- Jakovlev Jak-28U 'Maestro', tosædet skolefly.
- Mikojan-Gurevitj MiG-15U 'Midget', tosædet skolefly.
- Mikojan-Gurevitj MiG-21U 'Mongol', tosædet skolefly.
- Polikarpov Po-2 'Mule', observationsbiplan – 2. verdenskrig.
- Shěnyáng CJ-5 'Max', licensbygget kinesisk Jak-18.
- Sukhoj Su-7U 'Moujik', tosædet skolefly.
- Sukhoj Su-9U og Su-11U 'Maiden', tosædet skolefly.
- Tupolev Tu-126 'Moss', AWACS-fly.

I 1977 udkom Craig Thomas' bog Firefox, der i 1982 blev filmatiseret af Clint Eastwood. Firefox var et fiktivt NATO-rapporteringsnavn for MiG-31, der i virkelighedens verden senere fik navnet Foxhound.

## Warszawapagtens missiler

### Luft til luft-missiler
Begynder med A – Airlaunched
- AA-1 'Alkali', tidlig radarstyret, båret af MiG-19 'Farmer' og Su-9 'Fishpot'.
- AA-2 'Atoll', piratkopi af AIM-9 Sidewinder, båret af MiG-21 'Fishbed' og exporteret til mange lande. Brugt i Vietnamkrigen.
- AA-3 'Anab', versioner med radarstyring eller infrarød søgning, standard i mange år.
- AA-X-4 'Awl', produktion opgivet.
- AA-5 'Ash', stort missil båret af Tu-28 'Fiddler'
- AA-6 'Acrid', forstørret Anab til MiG-25 'Foxbat'.
- AA-7 'Apex', langdistancemissil til MiG-23 'Flogger'.
- AA-8 'Aphid', kortdistancemissil til MiG-23 'Flogger'.
- AA-9 'Amos', langdistancemissil mod SR-71 Blackbird spionfly.
- AA-10 'Alamo', versioner med radarstyring eller infrarød søgning, båret af MiG-29 og Su-27.
- AA-11 'Archer', kortdistancemissil.

AA er Pentagons kode (Air-to-Air)

### Luft til jord-missiler
Begynder med K – fra den russiske Kh designation
- AS-1 'Kennel', MiG-15-baseret sømålsmissil, båret af Tu-16 'Badger' under hver vinge.
- AS-2 'Kipper', jetdrevet sømålsmissil med kernevåben, båret af Tu-16 under bugen.
- AS-3 'Kangaroo', strategisk missil, båret af Tu-95 'Bear' under bugen..
- AS-4 'Kitchen', strategisk missil, båret af Tu-95 og Tu-22 'Blinder' halvt begravet i flykroppen.
- AS-5 'Kelt', taktisk missil båret af Tu-16 under hver vinge. Brugt af Egypten i Oktoberkrigen i 1973.
- AS-6 'Kingfish', båret af Tu-16 under hver vinge.
- AS-7 'Kerry' mindre taktisk missil båret af Su-24 'Fencer'.
- AS-X-8, produktion opgivet.
- AS-9 'Kyle', antiradarmissil båret af Su-7, Su-17, Su-24 og Tu-22.
- AS-10 'Karen' laserstyret taktisk missil.
- AS-11 'Kilter', antiradarmissil båret af Su-24 og MiG-25.
- AS-12 'Kegler', antiradarudgave af AS-10.
- AS-14 'Kedge', IR-, tv- og laserstyrede udgaver.
- AS-15 'Kent', krydsermissil op til 12 båret af Tu-160.
- AS-16 'Kickback', inertistyret, nukleart, 6 båret internt af Tu-22.
- AS-17 'Krypton', antiradar (anti-AWACS).
- AS-18 'Kazoo', sømålsmissil.
- AS-19 'Koala', antiradarmissil.
- AS-20 'Kayak', tv-styret sømålsmissil.

AS er Pentagons kode (Air-to-Surface)

### Jord til luft-missiler
Begynder med G – Groundlaunched
- SA-1 'Guild', stationært ABM.
- SA-2 'Guideline', radarstyret, 1 pr. lastbil fra Vietnamkrigen.
- SA-3 'Goa', radarstyret, 2 pr. lastbil fra Oktoberkrigen i 1973.
- SA-4 'Ganef', langtrækkende, 2 pr. bæltekøretøj. På armégruppeniveau.
- SA-5 'Gammon', mach 4 radiostyret mod højtflyvende mål.
- SA-6 'Gainful', 3 pr. bæltekøretøj. Brugt i Oktoberkrigen og borgerkrigen i Jugoslavien. På arméniveau.
- SA-7 'Grail', IR, skulderaffyret, piratkopi af FIM-43 Redeye. På bataljonsniveau.
- SA-8 'Gecko', radarstyret, integreret med 6×6. På divisionsniveau.
- SA-9 'Gaskin', større udgave af SA-7, affyret fra 4x4. Brugt over Libanon, i Iran-Irak-krigen, borgerkrigen i Jugoslavien og i Angola.
- SA-10 'Grumble', radarstyret, 4 pr. lastbil.
- SA-11 'Gadfly', mellemdistance, 3 pr. bæltekøretøj.
- SA-12a 'Gladiator', 4 pr. bæltekøretøj.
- SA-12b 'Giant', 2 pr. bæltekøretøj.
- SA-13 'Gopher', optisk/IR styret, 4 pr. bæltekøretøj.
- SA-14 'Gremlin', moderniseret SA-7.
- SA-15 'Gauntlet', integreret med bæltekøretøj.
- SA-16 'Gimlet', IR, skulderaffyret, brugt af bl.a. de Tamilske Tigre.
- SA-17 'Grizzly', 4 pr. bæltekøretøj.
- SA-18 'Grouse', avanceret SA-16.
- SA-19 'Grison', radarstyret kombineret med 30 mm maskinkanoner i Tunguska-luftværnskampvogn.
- SA-N-1 'Goa', på Kresta-krydsere og Kashin-destroyere.
- SA-N-2 'Guideline', på én Sverdlov-krydser.
- SA-N-3 'Goblet', på Kresta- og Kara-krydsere.
- SA-N-4 'Gecko', på Krivak- og Grisha-fregatter, Nanuchka-korvetter og landgangsskibe.
- SA-N-5 'Grail', mindre fartøjer.
- SA-N-6 'Grumble', på Kirov-slagkrydsere og Slava-krydsere.
- SA-N-7 'Gadfly', på Sovremenny-destroyere.
- SA-N-8 'Gremlin', på mindre fartøjer.
- SA-N-9 'Gauntlet', på Kiev-hangarskibe, Kirov-slagkrydsere og Udaloy-destroyere.
- SA-N-10 'Grouse', på mindre fartøjer.
- SA-N-11 'Grison', på Kuznetsov-hangarskibe.

SA(-N) er Pentagons kode (Surface-to-Air (-Naval))

### Jord til jord-missiler
Begynder med S – Surface target
- SS-1 'Scud', mobil SRBM. Kopieret af mange tredjeverdensmagter.
- SS-2 'Sibling', methanoldrevet SRBM.
- SS-3 'Shyster', 48 ethanoldrevne MRBM. Første sovjetiske missil med kernevåben.
- SS-4 'Sandal', 608 stationære MRBM.
- SS-5 'Skean', 97 stationære IRBM.
- SS-6 'Sapwood', radiostyret ICBM.
- SS-7 'Saddler', stationært ICBM med 1 sprænghoved.
- SS-8 'Sasin', silobaseret, radiostyret ICBM med 1 sprænghoved.
- SS-9 'Scarp', silobaseret ICBM med 1-3 sprænghoveder.
- SS-10 'Scrag', FOBS (Fractional Orbital Bombardment System).
- SS-11 'Sego', 990 silobaserede ICBM med 1-3 sprænghoveder.
- SS-12 'Scaleboard', SRBM affyret fra 8x8 køretøj.
- SS-13 'Savage', 60 silobaserede ICBM med 1 sprænghoved.
- SS-14 'Scamp', MRBM affyret fra bæltekøretøj.
- SS-15 'Scrooge', vejmobil IRBM med 1 sprænghoved.
- SS-16 'Sinner', ICBM med 1 sprænghovede, mobilt.
- SS-17 'Spanker', 130 silobaserede ICBM med 4 sprænghoveder.
- SS-18 'Satan', silobaserede ICBM med 8-10 sprænghoveder.
- SS-19 'Stilleto', 300 silobaserede ICBM med 6 sprænghoveder.
- SS-20 'Saber', 441 mobile IRBM med 1-3 sprænghoveder.
- SS-24 'Scalpel', ICBM m. 10 sprænghoveder, silo- og togbaseret.
- SS-N-1 'Scrubber', nukleart krydsermissil på Kildin- og Kanin-destroyere.
- SS-N-2 'Styx', sømålsmissil, på Kashin-destroyere og Osa-motormissilbåde. Første missil affyret fra søen, der sænkede et skib i kamp (israelsk destroyer Eilat kort efter Seksdageskrigen i 1967).
- SS-N-3 'Shaddock', sømålsmissil på Kresta-krydsere og ombyggede Whiskey- og Juliett-ubåde.
- SS-N-4 'Sark', SLBM på Golf- og Hotel-ubåde.
- SS-N-5 'Serb', SLBM på Golf- og Hotel-ubåde.
- SS-N-6 'Serb', SLBM på Yankee-ubåde.
- SS-N-7 'Starbright', formindsket SS-N-3 affyret fra neddykkede Charlie-ubåde.
- SS-N-8 'Sawfly', SLBM på Delta-ubåde.
- SS-N-9 'Siren', allround sømålsmissil.
- SS-NX-10, produktion opgivet.
- SS-NX-11, produktion opgivet.
- SS-N-12 'Sandbox', krydser-/sømålsmissil på Kiev-hangarskibe og Slava-krydsere.
- SS-NX-13, produktion opgivet.
- SS-N-14 'Silex', antiubådsmissil på bl.a. Kara-krydsere, Udaloy-destroyere og Krivak-fregatter.
- SS-N-15 'Starfish', antiubåds, affyret fra 533 mm torpedorør m. 200 kT sprænghoved på Akula-ubåde.
- SS-N-16 'Stallion', antiubåds, affyret fra 650 mm torpedorør m. 200 kT sprænghoved eller torpedo på Victor- og Sierraubåde.
- SS-N-17 'Snipe', SLBM på en enkelt Yankee-ubåd.
- SS-N-18 'Stingray', SLBM fra Delta-ubåde.
- SS-N-19 'Shipwreck', krydser-/sømålsmissil på Kirov-slagkrydsere og Oscar-ubåde.
- SS-N-20 'Sturgeon', SLBM fra Typhoon-ubåde.
- SS-N-21 'Sampson', krydsermissil på Akula-ubåde.
- SS-N-22 'Sunburn', på Sovremenny-destroyere og Tarantul-korvetter.
- SS-N-23 'Skif', SLBM fra Delta-ubåde.
- AT-1 'Snapper', trådstyret panserværnsmissil fra spejderkøretøjer, fra Seksdageskrigen.
- AT-2 'Swatter', radiostyret panserværnsmissil med infrarød terminal søgning.
- AT-3 'Sagger', mindre avanceret exportversion af 'Swatter', fra Oktoberkrigen (trådstyret).
- AT-4 'Spigot', trådstyret panserværnsmissil affyret fra trefod.
- AT-5 'Spandrel', AT-4 affyret fra køretøjer. Brugt af Hizbollah i Libanon i 2006.
- AT-6 'Spiral', laserstyret panserværnsmissil båret af helikoptere.
- AT-7 'Saxhorn', lettere udgave af AT-4.
- AT-8 'Songster', 125mm radiostyret panserværnsmissil affyret fra kanonrøret på T-62 og T-80 kampvogne.
- AT-9 'Spiral', forbedret AT-6.
- AT-10 'Stabber', 100mm laserstyret, affyret fra kanonrøret på T-55 kampvogne.
- AT-11 'Sniper', 125mm laserstyret, affyret fra kanonrøret på T-72, T-80 og T-90 kampvogne.
- AT-12 'Stabber', forbedret AT-10.
- AT-13 'Saxhorn', forbedret AT-7.

SS(-N) og AT er Pentagons koder (Surface-to-Surface (-Naval) og Anti-Tank)

## Den Røde Flådes ubåde
Ubådene fik betegnelser efter NATO's fonetiske alfabet i tilfældig rækkefølge; Alfa i 1969 længe efter Whiskey i 1959. I 1985 var der ikke flere bogstaver og russisksprogede navne som Akula, Belouga osv. blev brugt.
Atomdrevne med ballistiske missiler (SSBN)
- Hotel I – 3 SS-N-4 'Sark', kendt fra filmen K-19 med Harrison Ford.
- Hotel II – 3 SS-N-5 'Serb'
- Yankee I – 16 SS-N-6 'Serb'
- Yankee II – 12 SS-N-17 'Snipe'
- Delta I – 12 SS-N-8 'Sawfly'
- Delta II – 16 SS-N-18 'Stingray'
- Delta III – 16 SS-N-18 'Stingray'
- Delta IV – 16 SS-N-23 'Skif'
- Typhoon (тайфун = orkan) – 20 SS-N-20 'Sturgeon'

Atomdrevne med krydsermissiler (SSGN)
- Oscar I – 24 SS-N-19 'Shipwreck'
- Oscar II, f.eks. K-141 (Крейсерская = Krydser) Kursk, der sank i Barentshavet 12. aug. 2000.
- Yankee-Sidecar – 12 aflyste SS-NX-24 strategiske krydsermissiler.
- Yankee-Notch – SSBN ombygget til 40 SS-N-21 (AS-15 'Kent') pga. SALT nedrustningsaftalerne.
- Charlie I
- Charlie II
- Echo I
- Papa

Atomdrevne jagtubåde (SSN)
- November
- Echo II
- Victor I
- Victor II
- Victor III – SS-N-21 'Sampson', SS-N-15 'Starfish', SS-N-16 'Stallion'
- Alfa
- Mike
- Sierra I – SS-N-21 'Sampson', SS-N-15 'Starfish', SS-N-16 'Stallion'
- Sierra II
- Akula I (Акула = haj)
- Akula II – , SS-N-21 'Sampson', SS-N-16 'Stallion'

Dieselelektriske med ballistiske missiler (SSB)
- Zulu V (seks ombyggede) – 1-2 SS-1 'Scud'
- Golf I – 3 SS-1 'Scud', senere SS-N-4 'Sark'
- Golf II – 3 SS-N-5 'Serb'

Dieselelektriske med krydsermissiler (SSG)
- Whiskey Long Bin og W. Twin Cylinder (12 ombyggede) – 4 hhv. 2 SS-N-3 Shaddock.
- Juliett

Dieselelektriske kystubåde (SS)
- Zulu – videreudvikling af erobrede tyske Type XXI.
- Whiskey – U137 i den svenske skærgård i 1981 (Whiskey on the rocks).
- Quebec
- Romeo
- Foxtrot I
- Foxtrot II
- Tango – 6×533 mm torpedorør
- Kilo – 6×533 mm torpedorør, Algeriet, Iran, Indien, Polen, Rumænien.

Eksperimentalubåde
- Bravo – øvelsesmål.
- India – moderfartøj for to redningsubåde eller spetsnaz undervandsbæltekøretøjer.
- Lima – en enkelt dieselelektrisk ubåd til teknologi-afprøvninger.
- Belouga (Белуха = Hvidhval) – en mindre dieselelektrisk ubåd til afprøvning af skrogform.
- Yankee-Stretch – moderfartøj for Paltus miniubåde.
- Yankee-Pod – afprøvning af sonarkapsel på vertikale stabilisator.

## Overfladefartøjer
Større sovjetiske krigsskibe fik af NATO russiskklingende rapporteringsnavne begyndende med K – senere da Sovjetunionens egne navne blev kendt blev nogle af NATO-rapporteringsnavnene ændret. I tilfælde af at skibsklassen var kendt, blev Sovjetunionens navne brugt af NATO fra starten.
Hangarskibe
- Kiev (Kurile) – CVHG, 44.500 brt.
- Moskva – CHG, 19.200 brt, helikopterhangarskib.
- Tblisi (Kremlin) – CV, 67.500 brt, Admiral Kuznetsov i dag.

Krydsere
- Kara – CG, 9.900 brt, antiubåds
- Kirov – CGN, 24.300 brt, missilskib
- Kresta – CG, 7.600 brt
- Kynda – CG, 5.550 brt
- Slava (Krasina) – CG, 11.200 brt

Destroyere
- Kanin – DDG, 4.750 brt, antiubåds
- Kashin – DDG, 4.520 brt, antiubåds
- Kildin – DDG, 3.500 brt, missilskib
- Kotlin – DD, 3.500 brt, antiubåds
- Sovremenny – DDG, 7.300 brt
- Udaloy – DDG, 8.700 brt

Fregatter
- Grisha – FFL, 1.200 brt, antiubåds
- Krivak – FF, 3.600 brt, antiubåds
- Mirka – FF, 1.150 brt, antiubåds
- Neustrashimy – FF, 4.100 brt, antiubåds
- Parchim (DDR) – 1.200 brt

Korvetter
- Nanuchka – PGG, 850 brt
- Tarantul – PGG, 455 brt

Torpedobåde
- Osa – PGG, 210-245 brt, motormissilbåd
- Pauk – 440 brt
- Stenka – 253 brt
- Turya – 250 brt, hydrofoilbåd

Landgangsfartøjer
- Alligator – LST, 4.500 brt
- Frosch – LST, 1.950 brt, DDR
- Ivan Rogov – LPD, 12.600 brt
- Polnocny – LST, 1.100 brt
- Ropucha – LST, 4.080 brt

Minestryger
- Natya, 770 brt